# Infiniti
Infiniti (jap. インフィニティ) – marka luksusowych samochodów osobowych należąca do koncernu Nissan Motor Co. Ltd. założona w 1989 roku.

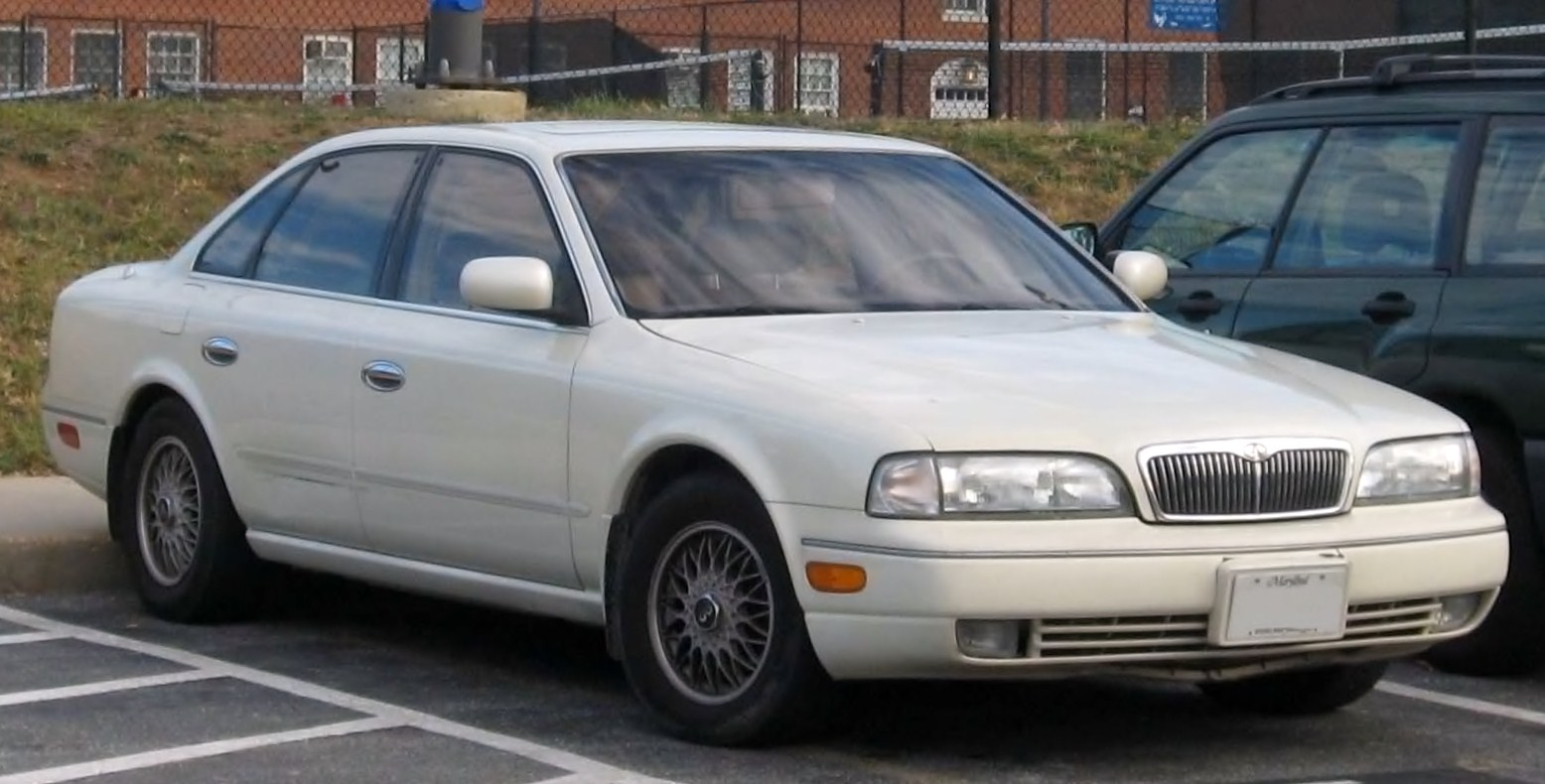
Infiniti Q45

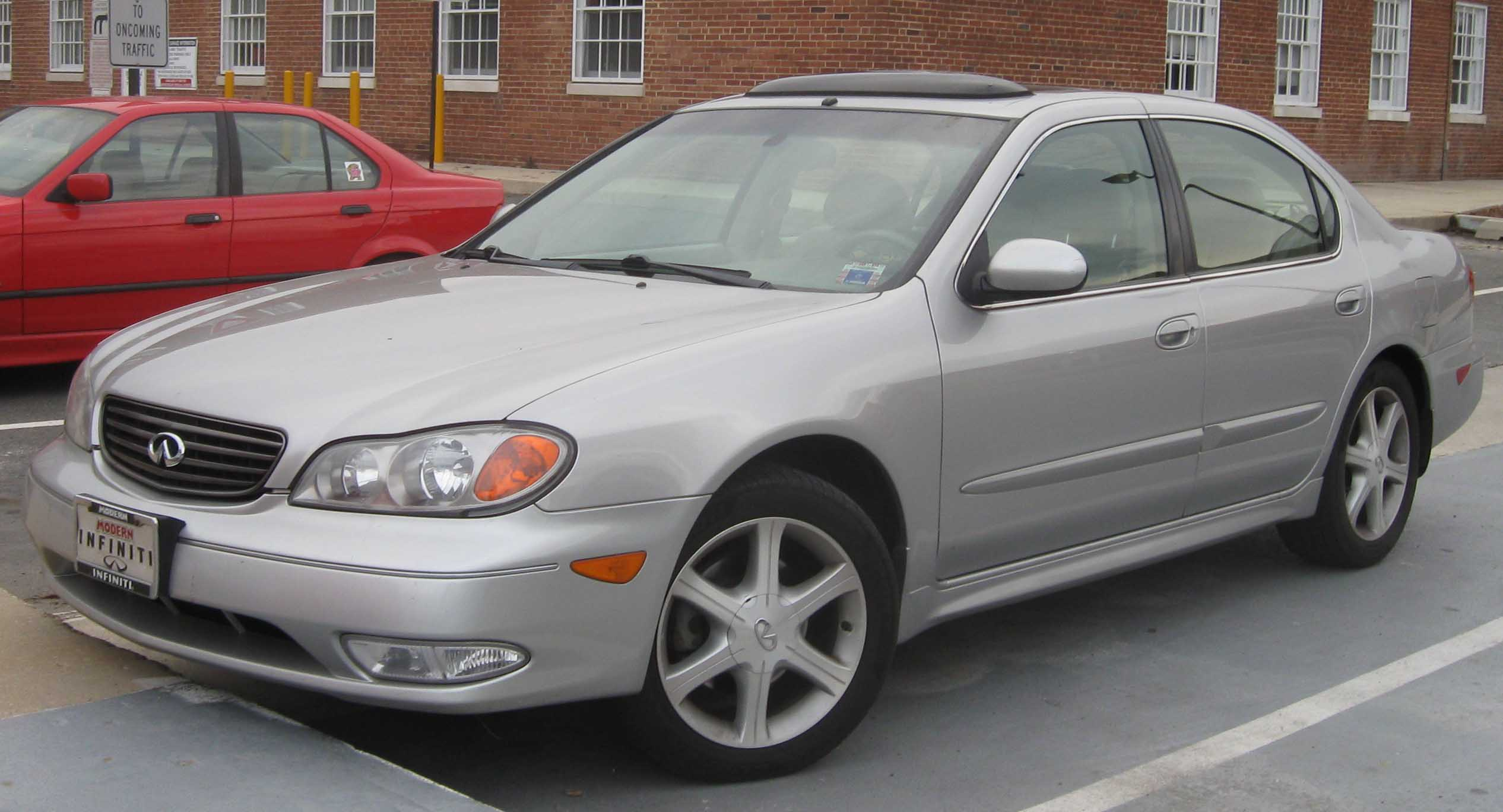
Infiniti I

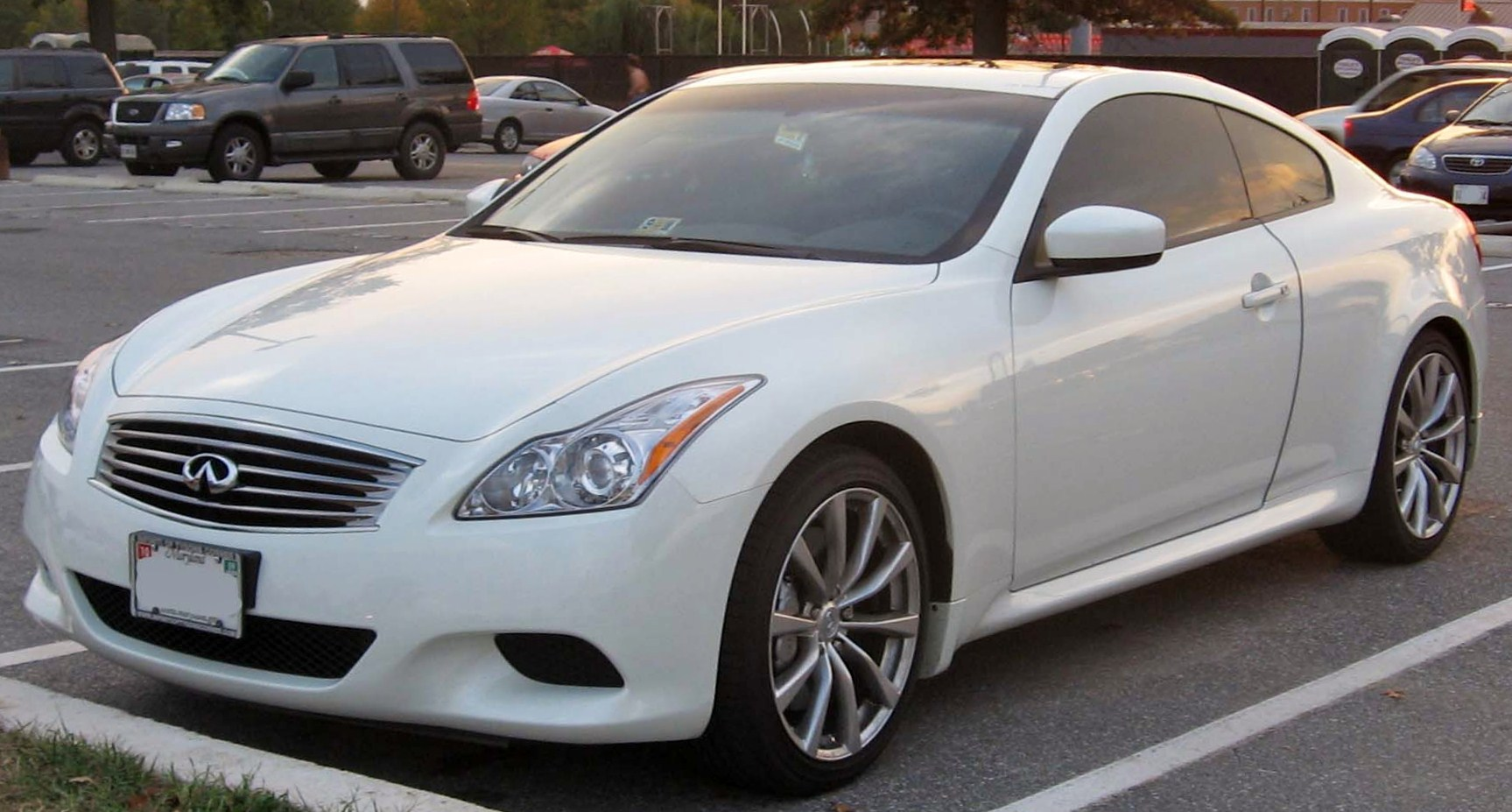
Infiniti G

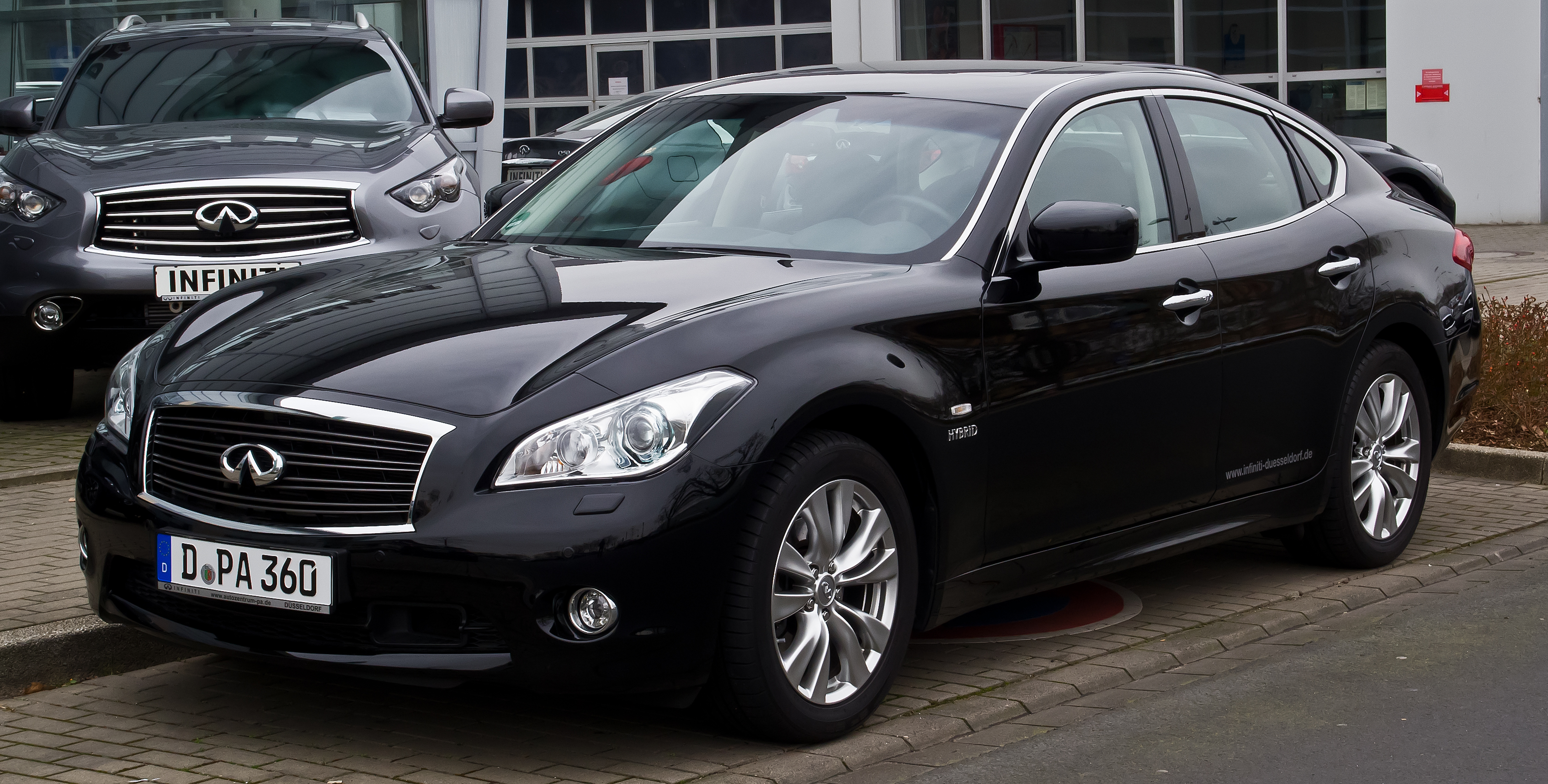
Infiniti Q70

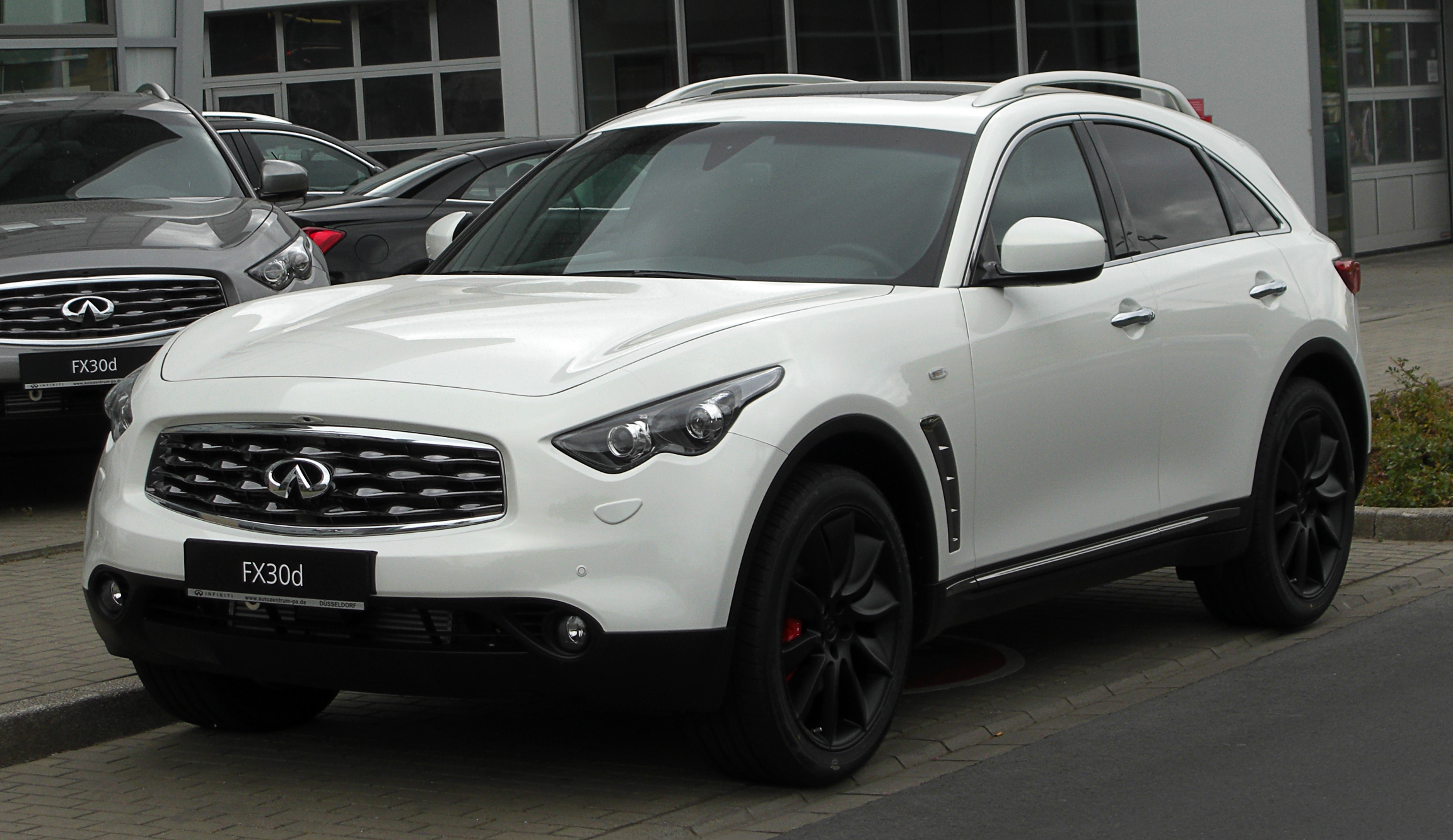
Infiniti FX30d

## Historia
Marka pojawiła się po raz pierwszy na rynku północnoamerykańskim w 1989 roku jako odpowiedź na konkurencję ze strony amerykańskich, europejskich oraz japońskich marek (m.in. Acura – Hondy i Lexus – Toyoty). Pomysł stworzenia luksusowej marki narodził się już w 1985 roku. Wtedy to Nissan stworzył tajną komórkę pod nazwą Horizon Task Force, której celem stało się stworzenie od zera luksusowej marki. Nazwę Infiniti wybrano w lipcu 1987 roku. Pierwszym modelem marki był Infiniti Q45 bazujący na modelu oferowanym w Japonii – Nissan President, którego sprzedaż rozpoczęto 8 listopada 1989 roku.
W 1999 roku szefem Nissana po przejęciu go przez koncern Renault został Carlos Ghosn, który zdefiniował wizerunek marki jako dynamicznych limuzyn.
Początkowo samochody marki oferowane były jedynie na rynku północnoamerykańskim. W 1996 roku uruchomiono sprzedaż na Bliskim Wschodzie, rok później na Tajwanie, a w 2005 roku w Korei Południowej. Od 2006 roku modele marki oficjalnie oferowane są na rynku rosyjskim, od 2007 na rynku ukraińskim i chińskim, a od 2008 roku na europejskim (m.in. Francja, Hiszpania, Włochy), natomiast w 2009 roku wprowadzono markę na rynek niemiecki. Infiniti sprzedawane jest w Polsce od października 2008 roku. Od 2013 roku auta marki oferowane są także na rynku japońskim.
W kwietniu 2010 roku w wyniku aliansu koncern Renault-Nissan połączył się z koncernem Daimler AG. Współpraca między koncernami polegać ma na wspólnym wykorzystywaniu podzespołów mechanicznych m.in. udostępniono 4 i 6-cylindrowe konstrukcje silników Mercedesa.
W 2012 roku centrala Infiniti została przeniesiona z japońskiej Jokohamy do Hongkongu gdzie działa pod nazwą Infiniti Global Limited. Według Carlosa Ghosna celem jest zwiększenie sprzedaży na rynku chińskim, który według prognoz wkrótce stanie się największym nabywcą samochodów luksusowych. Większość modeli Infiniti jest nadal produkowanych na terenie Japonii.
Wraz z rokiem modelowym 2013 rozpoczęto stosowanie nowej, uproszczonej nomenklatury swoich produktów, dzięki której auta marki stały się bardziej rozpoznawalne. Terminologia obowiązująca od 2013 roku: Q – pierwszy człon nazw sedanów i kabrioletów, QX – pierwszy człon nazw crossoverów i SUVów.
W tym samym roku mianowano kierowcę współpracującego z marką Infiniti zespołu F1 Red Bull Racing Sebastiana Vettela na dyrektora do spraw osiągów marki Infiniti. Wcześniej pomagał on w dziale prowadzenia i czucia układu kierowniczego. Współpraca Vettela z marką Infiniti trwa od 2011 roku, kiedy to brał udział w tworzeniu modelu Q50.
W połowie marca 2019 roku Infiniti ogłosiło, że po 12 latach obecności trwale wycofa się z rynku europejskiego i zamknie swoje tutejsze przedstawicielstwo w 2020 roku. Za główną przyczynę podawana jest niska sprzedaż, która na tle rynku amerykańskiego i chińskiego prezentowała się symbolicznie. Decyzja o opuszczeniu Starego Kontynentu nie dotyczy rynków Ukrainy i Rosji.

## Modele samochodów

### Obecnie produkowane
- Infiniti ESQ
- Infiniti Q50
- Infiniti Q60
- Infiniti Q70
- Infiniti QX50
- Infiniti QX60
- Infiniti QX80

### Dawniej produkowane
- Infiniti Q30
- Infinity QX30
- Infiniti EX
- Infiniti FX
- Infiniti G
- Infiniti I
- Infiniti J30
- Infiniti JX
- Infiniti M
- Infiniti Q45
- Infiniti QX4
- Infiniti QX56
- Infiniti QX70

### Samochody koncepcyjne
- Infiniti Emerg-e (2012)
- Infiniti Essence (2009)
- Infiniti Etherea (2011)
- Infiniti FX45 (2001)
- Infiniti Kuraza (2005)
- Infiniti LE (2012)
- Infiniti Triant (2003)
- Infiniti Q30 Concept (2013)